# Henri Charles Roulleaux Dugage
Pour les autres membres de la famille, voir Famille Roulleaux-Dugage.
Charles Henri Roulleaux Dugage est un homme politique français né le 26 avril 1802 à Alençon (Orne) et décédé le 21 novembre 1870 à Rouellé (Orne).

## Biographie
Petit-fils par sa mère du député normand Charles Ambroise Bertrand de L'Hodiesnière (alias Bertrand-Calvados). 
Avocat à Caen en 1821, puis à Paris en 1822, il devient sous-préfet de Domfront en août 1830, préfet de l'Ardèche en 1835, de l'Aude en 1837, de la Nièvre en 1840, de l'Hérault en 1841, de la Loire-Atlantique en 1847. Il est révoqué en février 1848. 
Il est élu conseiller général de l'Orne en 1852 (canton de Domfront) puis président du conseil général de l'Orne (à partir de 1861 jusqu'à son décès).  
Il est député conservateur de l'Hérault de 1852 à 1870, siégeant dans la majorité soutenant le Second Empire. 
Il épouse en 1840 Thérèse Amélie Palmyre Julie Poncet, arrière petite-fille de Pierre-Augustin Caron de Beaumarchais, célèbre écrivain pré-révolutionnaire. 
Il est le frère de la sculptrice Marie-Louise Lefèvre-Deumier (1812-1877).

## Décorations
- Grand officier de la Légion d'honneur, par décret du 14 août 1866[3]
- Commandeur de l'Ordre de Charles III d'Espagne[4]

## Sources
- « Henri Charles Roulleaux Dugage », dans Adolphe Robert et Gaston Cougny, Dictionnaire des parlementaires français, Edgar Bourloton, 1889-1891 [détail de l’édition]